# Dulfidol
Dulfidol är en ö i Eritrea. Den ligger i den nordöstra delen av landet, 160 km nordost om huvudstaden Asmara. Arean är 5,2 kvadratkilometer.
Terrängen på Dulfidol är mycket platt. Öns högsta punkt är 18 meter över havet. Den sträcker sig 2,8 kilometer i nord-sydlig riktning, och 2,5 kilometer i öst-västlig riktning.